# Вальтер фон Зейдліц-Курцбах
Вальтер Курт фон Зейдліц-Курцбах (нім. Walther Kurt von Seydlitz-Kurzbach; 22 серпня 1888, Гамбург — 28 квітня 1976, Бремен) — німецький військовий діяч, генерал артилерії. Кавалер Лицарського хреста Залізного хреста з дубовим листям.

## Біографія
18 вересня 1908 року вступив в Імперську армію. Пройшов військове навчання в Данцигу і у військовій академії в Ганновері. З 27 січня 1910 року служив в 36-му (2-му Західно-Прусському) полку польової артилерії, розквартированому в Данцигу.

### Участь у Першій світовій війні
У 1914—1915 роках боровся на Східному фронті, в 1914 році в битві біля Гумбіненна був тричі поранений, втратив вказівний палець лівої руки. У липні 1915 року поранений в четверте — в ліву стопу. Восени 1915 року разом зі своїм полком був переведений на Західний фронт, де брав участь в битві на Соммі (1916), в Іпрській битві (1917), в битві у Фландрії (1917), в окопної війни в районі Сен-Кантена (1917—1918), в «наступі Людендорфа» (1918). Займав посади ад'ютанта батальйону, полку і штабу артилерії 36-ї піхотної дивізії.

### Служба у міжвоєнний період
Був відомий як пристрасний наїзник, брав участь в перегонах. З 1919 року був командиром батареї. У 1920 році його полк був перейменований у 2-й артилерійський і переведений в Шверін. Його командиром був майбутній головнокомандувач сухопутними військами барон Вернер фон Фріч, який користувався великою повагою Зейдліц-Курцбаха, який продовжував служити в полку на посаді полкового ад'ютанта.
У 1929—1933 роках був ад'ютантом в управлінні озброєнь військового міністерства в Берліні. З 1933 року — командир 4-го гірського батальйону 6-го артилерійського полку, розквартированого в місті Верден-на-Аллері в Нижній Саксонії. З 1 квітня 1936 року — командир свого полку, перейменованого в 22-й артилерійський.

### Участь у Другій світовій війні
Другу світову війну почав на кордоні з Нідерландами, де з 20 вересня 1939 командував артилерійською частиною 102. З березня 1940 — командир 12-ї Мекленбурзької піхотної дивізії. У травні 1940 під час Французької компанії дивізія брала участь у прориві «лінії Мажино» на схід від Трелоні, а в червні форсувала Сомму. До грудня 1940 року дивізія залишалася у Франції, до травня 1941 рокуперебувала в Нідерландах, а потім була перекинута до Польщі.
З 22 червня 1941 брав участь в бойових діях на Східному фронті, відзначився під час оточення Невеля, відіграв провідну роль в запобіганні прориву радянських військ в районі Холма. 1 січня 1942 року переведений в резерв фюрера. Був членом військового трибуналу, який судив колишнього командира корпусу генерала Ганса фон Шпонека, звинуваченого у відступі без наказу. Був противником смертної кари, яка була винесена генералу: існує припущення, що його позиція вплинула на рішення Адольфа Гітлера замінити цей вирок шістьма роками ув'язнення (втім, після невдалого замаху на Гітлера в 1944 році Шпонек був розстріляний).
У березні 1942 повернувся на Східний фронт, сформував з 5-ї єгерської, 8-ї єгерської і 329-ї піхотної дивізій бойову групу під своїм командуванням, перед якою було поставлено завдання деблокувати 2-й корпус (командир — генерал граф Вальтер фон Брокдорфф-Алефельдт), що потрапив в оточення під Дем'янськом. Операція отримала кодову назву «Наведення моста» (Brückenschlag). У боях також брала участь 18-а моторизована дивізія, а оточені війська завдали удару зсередини «котла». У квітні дана задача була виконана, однак Гітлер, не зважаючи на заперечення Зейдліц-Курцбаха, відмовився вивести частини 2-го корпусу з Димінського виступу.

### «Сталінградський генерал»
8 травня 1942 року Зейдлиіц-Курцбах був призначений командиром 51-го корпусу, що входив до складу 6-ї армії генерала Фрідріха Паулюса. Успішно діяв у другій битві за Харків, що завершився оточенням радянської угруповання військ.
Під час Сталінградської битви його корпус після важких боїв взяв Мамаїв курган (13 вересня) і через тиждень вийшов до Волги. Однак це були останні успіхи німецьких військ в цій битві. Уже на початку листопада 1942 року Зейдліц-Курцбах, розуміючи можливість оточення, звернувся до Паулюса з пропозицією вивести з боїв дві танкові дивізії, відвести їх в тил і посилити, щоб використовувати їх для зриву контрнаступу Радянської армії. Однак Паулюс відповів відмовою.
Незабаром після оточення 6-ї армії 21 листопада виступив за негайний прорив з оточення, але і в цьому випадку не був підтриманий Паулюсом, який виконував наказ Гітлера, що забороняв прорив. 24 листопада по власною ініціативою відвів більшу частину корпусу на південь для підготовки прориву. 27 листопада оголосив, що наказав підлеглим знищити все зайве спорядження (почавши з власного майна) і бути готовим до прориву, однак Паулюс знову заборонив йти на цей крок, а наступ, розпочатий тільки частиною оточених військ, був приречений на провал. Аби не допустити відмови від свого плану, звернувся з проханням до командувача групою армій «Б» генерала барона Максиміліана фон Вайкса віддати наказ про прорив, заявивши: «Не діяти в такій ситуації з військової точки зору злочинно. Це злочинно і по відношенню до німецького народу.» Відповіді на це звернення, спрямоване в обхід безпосереднього начальника (Паулюса), не було.
25 січня 1943 року, вважаючи, що німецькі війська вичерпали можливості до опору, запропонував Паулюсу віддати наказ про капітуляцію. Після його відмови оприлюднив власний наказ, що дозволяв командирам полків і батальйонів здаватися в полон без особливого дозволу. У відповідь Паулюс підпорядкував Зейдліц-Курцбаха командиру 8-го корпусу генералу Вальтеру Гайцу, який видав наказ протилежного змісту. 31 січня Зейдліц-Курцбах був узятий в полон разом зі штабом свого корпусу. Опору не чинив.

### Голова «Союзу німецьких офіцерів»
Перебуваючи в таборі військовополонених, вирішив піти на співпрацю з радянською владою з метою сприяння повалення Гітлера, якого він вважав винним у загибелі 6-ї армії. Він вважав, що військова присяга була принесена ним та іншими військовослужбовцями на вірність Німеччині, а не Гітлеру, а сам фюрер порушив її, зрадивши своїх солдатів під Сталінградом. У 1943 такі погляди поділяли лише кілька німецьких генералів, які опинилися в радянському полоні — Александр фон Даніельс, Отто Корфес, Мартін Латтман. 12 вересня 1943 року на установчій конференції в Лунево був обраний головою «Союзу німецьких офіцерів», який діяв під радянським контролем. Потім став також заступником голови Національного комітету «Вільна Німеччина», провідну роль в якому грали комуністи.
Неодноразово звертався до німецьких воєначальників із закликом виступити проти Гітлера або скласти зброю (в залежності від ситуації на конкретній ділянці фронту зміст закликів мінялося). Прикладом такої діяльності Зейдліц-Курцбаха може служити його лист командувачу 9-ю армією генералу Вальтеру Моделю, в якому, зокрема, говорилося:
«Пане генерал-полковник, дійте у відповідності з вашим розумінням речей. Як і всі ми, командувачі з'єднаннями і частинами німецького вермахту, ви несете всю тяжкість відповідальності за долю Німеччини. Примусьте Адольфа Гітлера піти у відставку! Покиньте російську землю і відведіть Східну армію назад на німецькі кордони! Таким рішенням ви створили б політичні передумови для почесного миру, який дасть німецькому народові права вільної нації. Таке діяння за умови закінчення війни матиме вирішальне значення для подальшої долі Німеччини. Це більше, ніж те, на що ми можемо сподіватися в нашому сьогоднішньому становищі. Але все буде втрачено і будь-яка надія зникне, якщо Адольф Гітлер з вашою допомогою зможе продовжувати війну і, як і раніше, захоплювати німецький народ за собою в неминучу прірву.»
Діяльність Зейдліц-Курцбаха і його соратників не мала великого успіху — жоден німецький воєначальник не наслідував їх закликам. 26 квітня 1944 року військовий суд Дрездена заочно засудив Зейдліц-Курцбаха до смертної кари за звинуваченням у державній зраді. Його дружина була змушена оформити розлучення з чоловіком, але після невдачі замаху на Гітлера вона і дві старші дочки були арештовані, а молодші дочки були відправлені в «дитячий табір». Після втручання рейхсміністра озброєнь Альберта Шпеєра члени сім'ї генерала були звільнені.
Радянська влада спочатку розглядали «Союз німецьких офіцерів» як пропагандистський інструмент і не підтримала пропозицію Зейдліц-Курцбаха сформувати військові частини з німецьких військовополонених для їх можливої участі у війні на боці СРСР. З наближенням закінчення війни до «Союзу німецьких офіцерів» приєдналося значну кількість полонених офіцерів і воєначальників, влітку 1944 року це зробив і Паулюс.

### В'язень радянської в'язниці
Після закінчення війни «Союз німецьких офіцерів» був розпущений (2 листопада 1945), а його голові, в благонадійності якого влада СРСР не була впевнена, не дозволили повернутися на батьківщину. Деякий час він перебував на підмосковній дачі, де консультував творців фільму «Сталінградська битва», а також за завданням військово-історичного управління Генштабу СРСР написав спогади про хід боїв на радянсько-німецькому фронті. Незважаючи на прохання про репатріацію в радянську зону окупації Німеччини, він був заарештований і 8 липня 1950 року засуджений до 25 років позбавлення волі за звинуваченням у військових злочинах. Певний час знаходився в Новочеркаській в'язниці. За власними спогадами, був ув'язнений в одиночній камері і піддавався психологічним тортурам. Яскраве електричне світло горіло в його камері 24 години на добу протягом чотирьох років. 26 листопада 1954 року з генералом трапився нервовий зрив, після чого він був переведений до Бутирської в'язниці в Москві, а умови його утримання під вартою були пом'якшені.

### Життя в ФРН
Був звільнений з-під варти 4 жовтня 1955 року, після візиту в Москву канцлера ФРН Конрада Аденауера, наслідком якого стало звільнення з радянських місць ув'язнення німецьких громадян, засуджених за воєнні злочини. Повернувся в ФРН, де возз'єднався з сім'єю. Більшість старих друзів ігнорували його, вважаючи зрадником. У 1956 році суд ФРН офіційно скасував винесений йому смертний вирок, пояснивши своє рішення «відсутністю доказів, що засуджений діяв з низьких спонукань», а також врахувавши, що генерал «переважно, керувався … ворожим ставленням до націонал-соціалізму». В радянській історичній літературі діяльність «Союзу німецьких офіцерів» як антифашистської організації оцінювалася позитивно, але про драматичну повоєнну долю його голови нічого не повідомлялося.
Останні роки жив на самоті. Через два десятиліття після його смерті (23 квітня 1996) був офіційно реабілітований Генеральною прокуратурою Російської Федерації.

## Сім'я
Народився в сім'ї гауптмана, який став пізніше генерал-лейтенантом, Александра фон Зейдліц-Курцбаха, був в родині третім з десяти дітей. Двоє його братів загинули на фронтах Першої світової війни: старший, Генріх, в 1914 році, і молодший, Вольфганг, в 1916 році під час битви на річці Соммі, в якій брав участь і Вальтер.
Дружина Вальтера фон Зейдліц-Курцбаха — Інгеборг, уроджена Барт, в сім'ї було четверо дочок.

## Звання
- Фенріх (18 вересня 1908)
- Лейтенант (27 січня 1910)
- Оберлейтенант (27 січня 1915)
- Гауптман (18 квітня 1917)
- Майор (1 квітня 1930)
- Оберстлейтенант (1 квітня 1934)
- Оберст (1 березня 1936)
- Генерал-майор (1 грудня 1939)
- Генерал-лейтенант (1 грудня 1941)
- Генерал артилерії (1 червня 1942)

## Нагороди

### Перша світова війна
- Залізний хрест 2-го і 1-го класу
- Ганзейський Хрест (Гамбург)
- Королівський орден дому Гогенцоллернів, лицарський хрест з мечами (16 жовтня 1918)
- Нагрудний знак «За поранення» в сріблі

### Міжвоєнний період
- Почесний хрест ветерана війни з мечами
- Медаль «За вислугу років у Вермахті» 4-го, 3-го, 2-го і 1-го класу (25 років)

### Друга світова війна
- Застібка до Залізного хреста
  - 2-го класу (17 травня 1940)
  - 1-го класу (20 травня 1940)
- Лицарський хрест Залізного хреста з дубовим листям
  - Лицарський хрест (15 серпня 1940)
  - Дубове листя (№ 54; 31 грудня 1941)
- Дем'янський щит
- Медаль «За зимову кампанію на Сході 1941/42»